# フロリダアカハラガメ
フロリダアカハラガメ (Pseudemys nelsoni) は、爬虫綱カメ目ヌマガメ科クーターガメ属に分類されるカメ。

## 分布
アメリカ合衆国南東部（ジョージア州南部、フロリダ州のアパラチコラ川河口以東）
模式標本の産地（模式産地）はIndian River郡（フロリダ州）。和名や英名は、主にフロリダ州およびフロリダ半島に分布することに由来する。

## 形態
最大甲長34センチメートル。オスよりもメスの方が大型になり、オスは最大甲長30センチメートル程度。背甲は第3椎甲板の前端が最も高くなるドーム状で、上から見ると第7縁甲板中央部周辺で最も幅広い細長い卵型。ドーム状の背甲は、同所的に分布するアメリカアリゲーターが捕食しづらくなる効果があると考えられている。背甲の前端は、中央部が浅く凹む。項甲板はやや大型で、やや細長く後方が幅広い等脚台形。第1椎甲板は縦幅と横幅が同じか縦幅が長いが、第2 - 5椎甲板は横幅の方が長い。背甲の色彩は黒や暗褐色で、縁甲板の背面や肋甲板に黄色や橙色のやや細い横縞が入る。大型個体は雌雄問わずに黒化（メラニズム）する個体もいて、背甲の斑紋や頭部・頸部・四肢・尾の筋模様が消失することが多い。腹甲の色彩は赤みの強い橙色一色。
上顎の先端が凹み、その両脇が突出し牙状になる。頭部や頸部・四肢・尾の色彩は黒く、黄色い筋模様が入る。黒化個体は筋模様が消失し、黒一色になる個体もいる。吻端と頭頂部の正中線上にある筋模様が繋がり、矢印状になる。その両脇に入る縦縞は、眼より後方から入る。眼後部から側頭部・頸部にかけて筋模様が入り、この筋模様は眼後部から側頭部にかけては下方へ向かうが頭部と頸部の境目で折れ曲がる。喉に入る縦縞は太く、喉後部の正中線に入る縦縞の太さは頭幅の9 %以上。
卵は長径3.7 - 4.7センチメートル、短径1.9 - 2.6センチメートル。孵化直後の幼体は、甲長2.8 - 3.2センチメートル。幼体は背甲と腹甲の継ぎ目（橋）や腹甲の甲板の継ぎ目（シーム）に沿って暗色斑が入る個体もいるが、成長に伴い斑紋は消失する。

## 生態
流れの緩やかな河川や湖・池沼・湿地・水路などに生息する。水生植物が繁茂し、日光浴を行える場所が多い止水域を好む。同属他種が同所的に分布し好む環境も同じペニンシュラクーターやリバークーターの亜種フロリダクーターが生息する環境では、生息数が減少する。昼行性だが、夏季に気温の高い日は薄明薄暮性傾向が強くなる。岸辺や岩・水生植物・倒木の上などで、日光浴を行うことを好む。
食性は植物食傾向が強く、アオウキクサ属Lemna・イバラモ属・オオカナダモ属・オモダカ属・クロモ属・セキショウモ属・ドクゼリ属・ホテイアオイ属Eichhornia・ミカニア属Mikaniaなどの水生植物、藻類を食べるが、魚類の死骸を食べることもある。幼体は動物食傾向の強い雑食で昆虫なども食べるが、成長に伴い植物食傾向が強くなる。
繁殖様式は卵生。周年交尾を行うと考えられているが、主に10月から翌3月に求愛行動や交尾が確認されることが多い。オスはメスの後肢や尾の匂いを嗅ぎ、メスが逃げると頸部を伸ばして頭部をメスの臀部にすりつけながら追いかける。オスはメスの側面に回り込むと頸部を伸ばして曲げメスの頭部に自分の頭部を近づけ、前肢を伸ばして細かく動かし求愛する。オスはメスの後方から上に乗り、メスがオスを受け入れると尾を上げ交尾する。
周年にわたり産卵する。主に砂州などの砂地で水辺からある程度離れた場所に穴を掘り、1回に6 - 31個の卵を年に3 - 6回に分けて産む。腐食した植物質でつくられた、アメリカアリゲーターの産卵巣の中に卵を産むことも多い。ワニの巣に卵を産むことは発酵熱や腐敗熱により卵が早く孵化する（50日ほど）・卵の捕食を防ぐなどの利点があるが、ワニによる捕食や卵が潰されるといった欠点がある。ワニの巣を除くと、卵は60 - 75日で孵化する。オスは生後3 - 4年（腹甲の直線距離＜腹甲長＞にして17 - 21センチメートル）、メスは生後5 - 7年（腹甲長26 - 27.5センチメートル）で性成熟する。

## 人間との関係
2011年の時点では生息数が多く安定していると考えられ、種として絶滅の恐れは低いと考えられている。一方で湿地の破壊、水質汚染、交通事故や船舶による殺傷、人為的に移入されたヒアリによるワニの産卵巣での卵や幼体の捕食などによる影響が懸念されている。
逸出個体の発見例があること、在来種との競合などの生態系への懸念、アカミミガメの代替となる可能性があることから、属単位で要注意外来生物に指定された。2015年に生態系被害防止外来種における、定着予防外来種のうちその他の対策外来種に属単位で指定されている（これに伴い要注意外来生物は解消された）。
ペットとして飼育されることもある。日本にも輸入されており、少なくとも1950年代には少数の個体が輸入されていたとされる。1990年代以降はフロリダ州の公有地で野生個体の採集が規制されるようになったため、主に飼育下繁殖個体や養殖個体の幼体が流通するようになった。日本では山間部を除いた関東地方以南では野外飼育も可能で、野生下では冬眠しないが飼育下では冬季に寒冷な地域では冬眠も行う。